# گردشگری در ترکیه

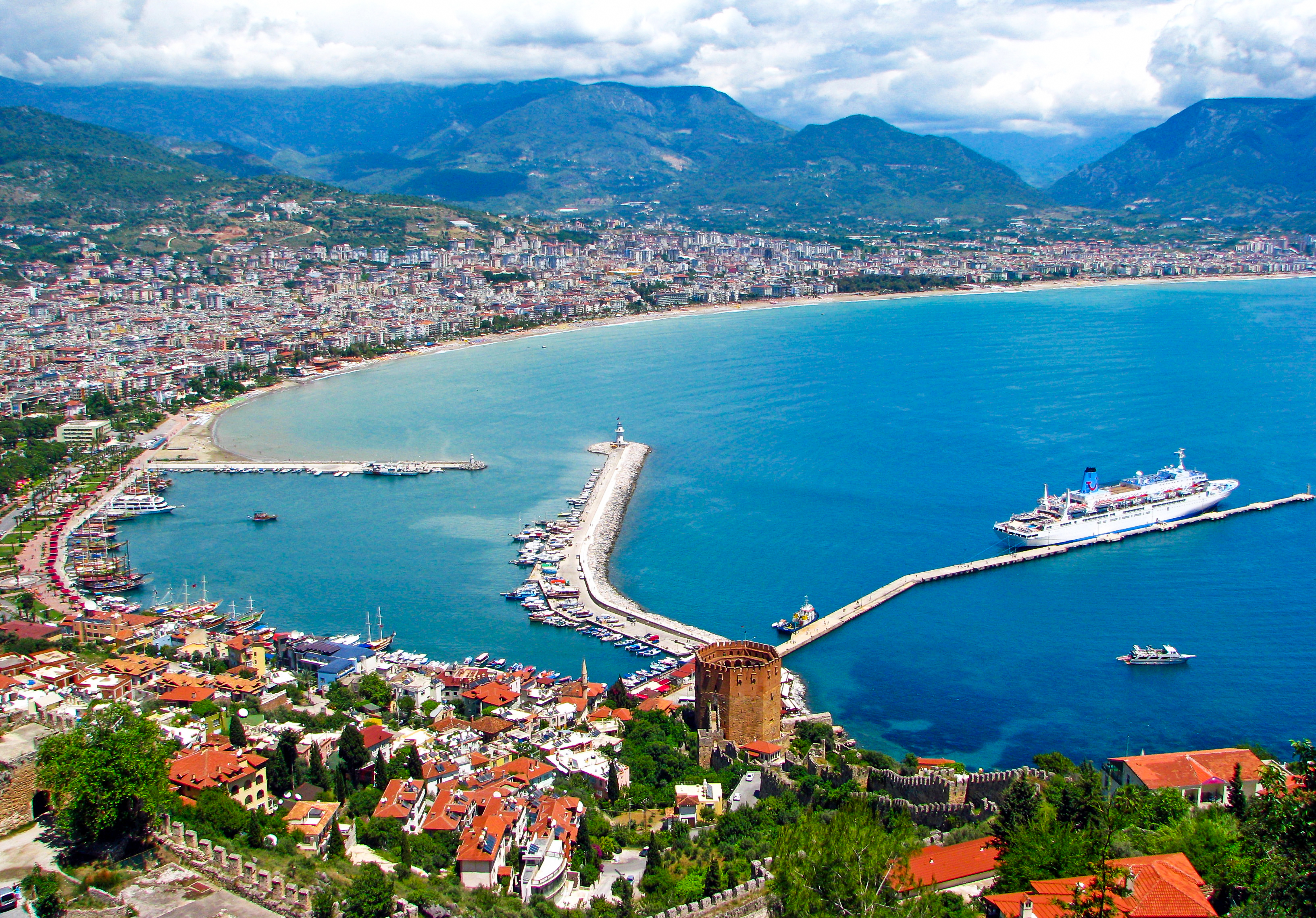
آلانیا

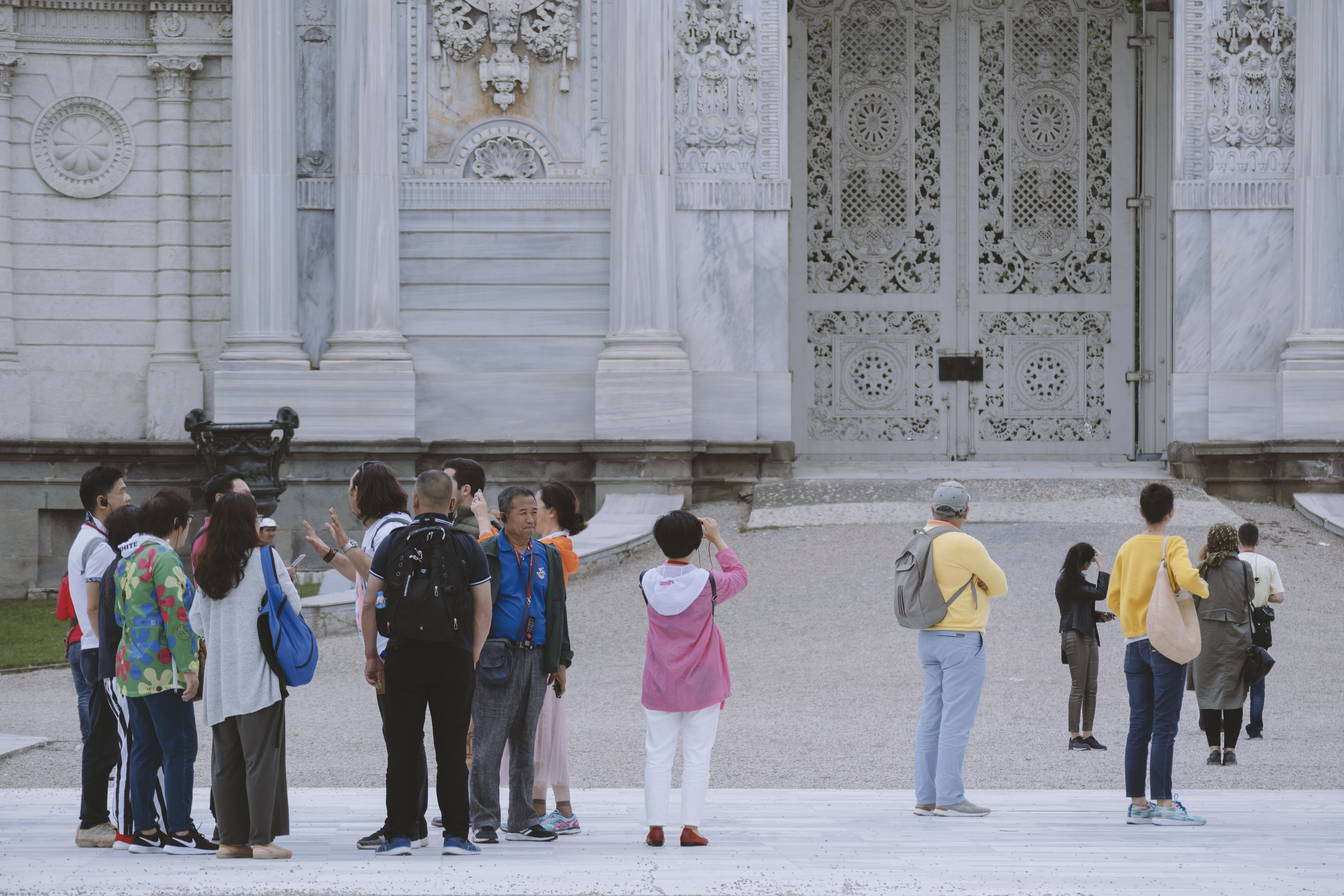
گردشگران خارجی در ورودی کاخ تاریخی دلمه باغچه در شهر استانبول

گردشگری در ترکیه تا حد زیادی بر روی انواع سایت‌های تاریخی متمرکز شده‌است، و همچنان بر روی استراحت‌گاه‌های سواحل دریای اژه و دریای مدیترانه نیز متمرکز است. ترکیه یک مقصد محبوب برای فرهنگ، آبگرم و مراقبت‌های بهداشتی تبدیل شده‌است.
ترکیه در اوج خود در سال ۲۰۱۴، ۴۲ میلیون گردشگری خارجی جذب کرد، و رتبه ششمین کشور با بیشترین گردشگر خارجی را گرفت. هرچند که این تعداد در سال ۲۰۱۵ به ۳۶ میلیون کاهش یافت، و در سال ۲۰۱۶ به ۲۵ میلیون رسید. هرچند، در سال ۲۰۱۷ جذب دوباره شروع شد و تعداد گردشگرها به ۳۲ میلیون رسید.

## مقصدها

### استانبول

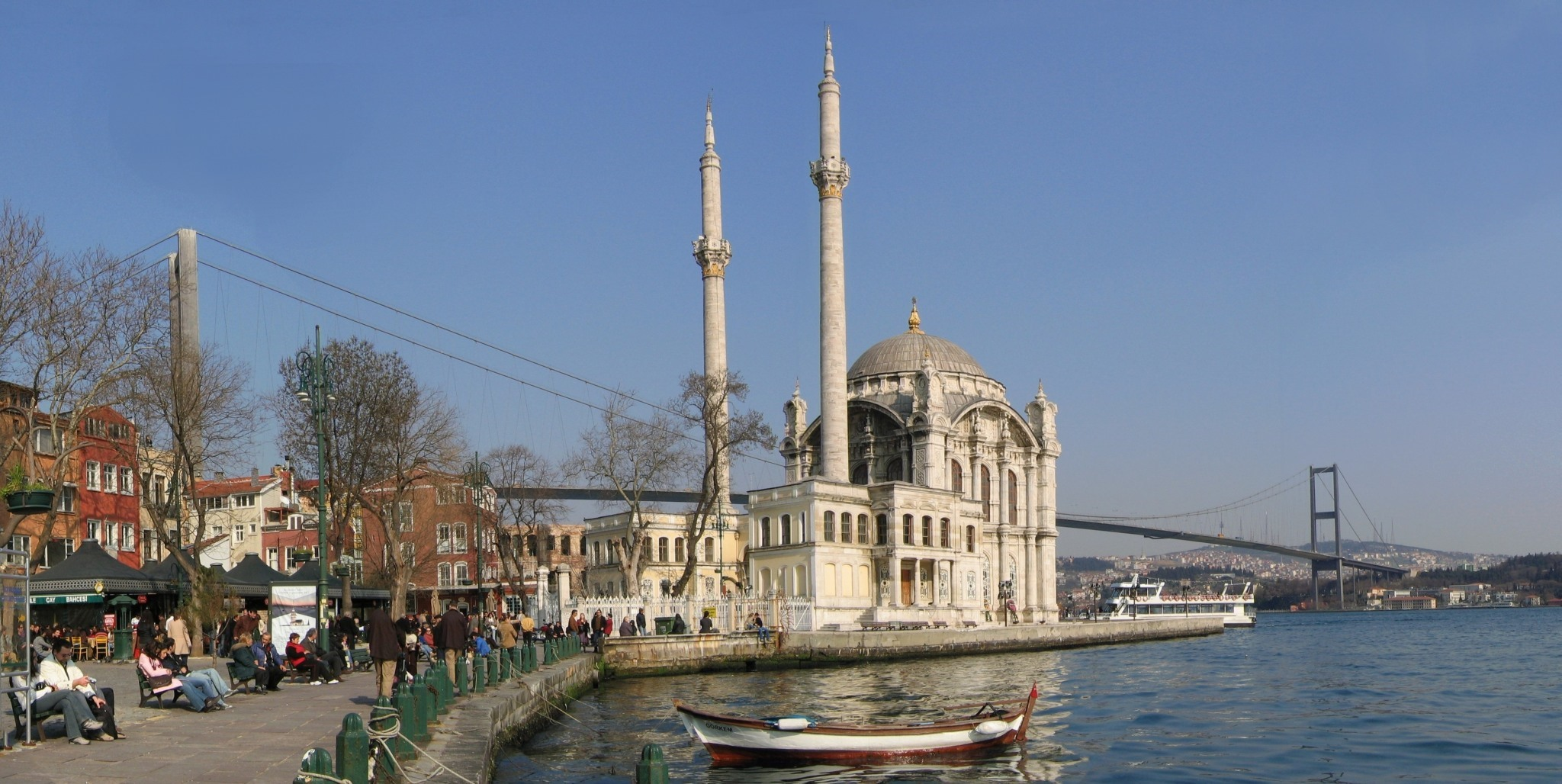
مسجد اورتاکوی و پل بسفر

استانبول یکی از نقاط مهم گردشگری نه تنها در ترکیه بلکه در جهان است. در این شهر هزاران هتل و صنایع گردشگری‌گرا برای پذیرایی از گردشگرها وجود دارد. در بین بزرگ‌ترین شهرها و شهرستان‌های ترکیه، استانبول دارای تعداد زیادی از جاذبه‌های عمده می‌باشد که بخاطر پایتخت امپراتوری روم شرقی و امپراتوری عثمانی بود. از جمله مسجد سلطان احمد، ایا صوفیه، کاخ توپ‌قاپی، مخزن باسیلیکا، کاخ دلمه‌باغچه، برج گالاتا، بازار بزرگ، چهارسوی مصر و هتل پراپلاس. استانبول همچنان به تازگی با میزبانی از فروشگاه‌ها به یکی از بزرگ‌ترین مناطق مراکز خرید در اروپا تبدیل شده‌است، از جمله متروسیتی، آک‌مرکز و جواهرمال، که بزرگ‌ترین مرکز خرید در اروپا و هفتمین مرکز خرید بزرگ در جهان است.
در ژانویه ۲۰۱۳، دولت ترکیه اعلام کرد که بزرگ‌ترین فرودگاه جهان را در استانبول می‌سازد. این عملیات به ارزش هفت میلیارد یورو سرمایه‌گذاری شد و برنامه‌ریزی شده بود که قسمت اول یک طرح چهاربخش تا سال ۲۰۱۷ به پایان برسد.
به عنوان یک نتیجه از سقوط مداوم گردشگری در ترکیه در سال‌های اخیر، از اکتبر سال ۲۰۱۶ همان‌طور که خیابان‌های خرید قبلاً شلوغ بود و الان دیگر شلوغ نیست بازار معروف استانبول هم تعداد گردشگران آن کم شده‌است. تعداد گردشگران خارجی که از استانبول بازدید می‌کنند، در سال ۲۰۱۶ به ۹٫۲ میلیون کاهش یافته‌است که با مقایسه با سال ۲۰۱۵، ۲۶ درصد کاهش یافته‌است.

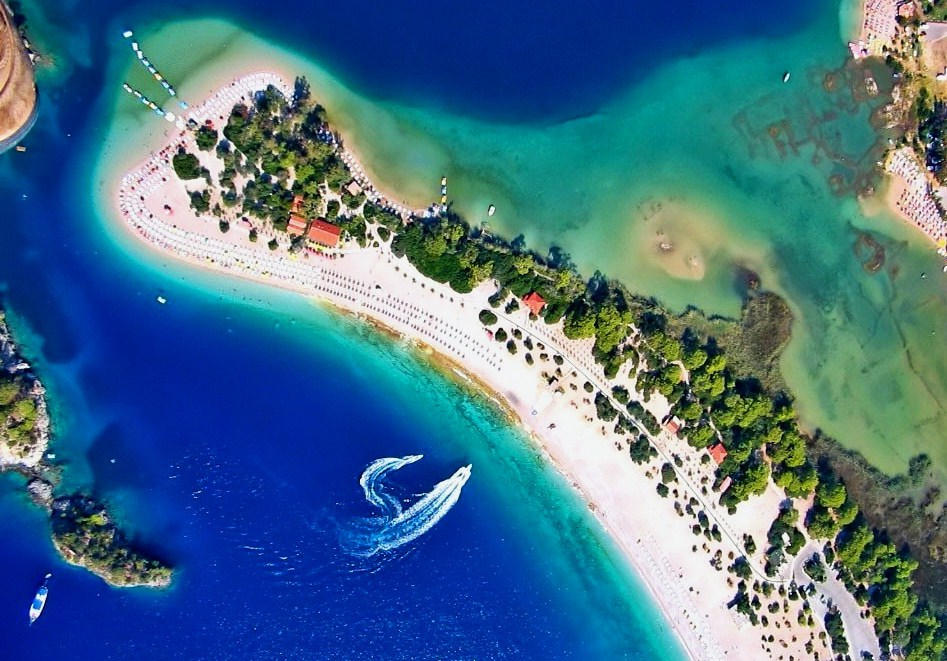
ساحل اولودنیز

### مقصدهای دیگر
مقصدهای دیگر بر روی تعطیلات ساحلی و کشتی تفریحی آبی، به ویژه لذت ترکیه و بازدیدکنندگان اروپای غربی، همچنین بر صنعت گردشگری ترکیه متمرکز است. بیشتر استراحت‌گاه‌های ساحلی در مناطق جنوب‌غربی و جنوبی موقعیت دارند، که به نام ریوریای ترکیه می‌باشد، به خصوص در امتداد دریای مدیترانه‌ای آنتالیا. آنتالیا همچنان به عنوان مرکز گردشگری ترکیه قبول شده‌است. شهرهای بودروم، فتحیه، مارماریس، کوش‌آداسی، چشمه، دیدیم و آلانیا از جمله شهرهای ریوریا ترکیه استند. ترکیه با داشتن ۴۳۶ ساحل پرچم‌گذاری شده آبی بر اساس اتاق‌های حمل و نقل دوم انتخاب شده‌است.
بیشتر جاذبه‌های فرهنگی در جاهای دیگر کشور شامل سایت‌های افسوس، تروآ، پرگامون، خانه باکره مریم، پاموک‌کاله، هیراپولیس، ترابزون (جایی که در آن یکی از قدیمی‌ترین صومعه‌ها یعنی صومعه سومولا موقعیت دارد)، قونیه (جایی که شاعر معروف مولوی بیشتر عمر خود را سپری کرد)، دیدیمه، کلیسای انطاکیه، پایتخت پادشاهی باستانی و مقبره سنگ سلطنتی با اکثریت آن در آماسیه، مکان مذهبی در ماردین (از جمله دیر زعفران) و شهرهای ویران شده و مناظر در کاپادوکیه می‌باشد.
دیاربکر همچنان یک شهر مهم تاریخی است، با اینکه گردشگری در مقیاس نسبتاً کوچک به علت اختلافات مسلحانه کم است.
آنکارا یک شهر قدیمی می‌باشد، و با اینکه یک شهر گردشگری نیست، معمولاً یک توقف برای کسانی است که می‌خواهند به کاپادوکیه بروند. این شهر دارای یک زندگی عالی فرهنگی است، و چندین موزه دارد. همچنان آنیت‌کابیر در آنکارا موقعیت دارد که مقبره آتاترک به‌وجودآورنده جمهوری ترکیه است.
گالیپولی و خلیج آنزاک که یک خلیج کوچک در گالیپولی است یک مکان گردشگری است.

## انواع گردشگری

### گردشگری کوهستانی
گردشگری کوهستانی در ترکیه به ویژه در کوه‌های دریای سیاه و فلات کوه‌های توروس شروع به توسعه کرده‌است. وزارت فرهنگ ترکیه ۲۶ فلات را مرکز گردشگری اعلام کرده‌است.

## رتبه‌بندی گردشگری
ترکیه در یک رتبه‌بندی جهانی در سال ۲۰۱۷ جای‌گاه شانزدهم را در بین کشورها به‌دست‌آورد.
ترکیه در سال ۲۰۲۱ با اینکه درگیر کرونا بود ولی جایگاه چهارم جهان را در جذب گردشگر را کسب کرده‌است.

## درآمد از گردشگری
وزیر فرهنگ و گردشگری ترکیه خبر داد که درآمد این کشور از گردشگری در ۹ ماه نخست سال ۱۴۰۱ با ۶۸ درصد افزایش نسبت به سال گذشته به حدود ۳۵ میلیارد دلار رسیده‌است.

## گردشگران وارد شده به ترکیه
در سال ۲۰۲۳ یک میلیون و ۳۰۰ هزار نفر گردشگر فقط‌ برای اهداف پزشکی و درمانی به ترکیه سفر کردند. بیشترین گردشگران وارد شده به ترکیه از کشورهای زیر است:
| رتبه | کشور             | ۲۰۱۹       | ۲۰۱۸       | ۲۰۱۷       | ۲۰۱۶       | ۲۰۱۵       |
| ---- | ---------------- | ---------- | ---------- | ---------- | ---------- | ---------- |
| ۱    | روسیه            | ۷,۰۱۷,۶۵۷  | ۵٬۹۶۴٬۶۳۱  | ۴٬۷۱۵٬۴۳۸  | ۸۶۶٬۲۵۶    | ۳٬۶۴۹٬۰۰۳  |
| ۲    | آلمان            | ۵,۰۲۷,۴۷۲  | ۴٬۵۱۲٬۳۶۰  | ۳٬۵۸۴٬۶۵۳  | ۳٬۸۹۰٬۰۷۴  | ۵٬۵۸۰٬۷۹۲  |
| ۳    | بلغارستان        | ۲,۷۱۳,۴۶۴  | ۲٬۳۸۶٬۸۸۵  | ۱٬۸۵۲٬۸۶۷  | ۱٬۶۹۰٬۷۶۶  | ۱٬۸۲۱٬۴۸۰  |
| ۴    | بریتانیا         | ۲,۵۶۲,۰۶۵  | ۲٬۲۵۴٬۸۷۱  | ۱٬۶۵۸٬۷۱۵  | ۱٬۷۱۱٬۴۸۱  | ۲٬۵۱۲٬۱۳۹  |
| ۵    | گرجستان          | ۱,۹۹۵,۲۵۴  | ۲٬۰۶۹٬۳۹۲  | ۲٬۴۳۸٬۷۳۰  | ۲٬۲۰۶٬۲۶۶  | ۱٬۹۱۱٬۸۳۲  |
| ۶    | ایران            | ۲,۱۰۲,۸۹۰  | ۲٬۰۰۱٬۷۴۴  | ۲٬۵۰۱٬۹۴۸  | ۱٬۶۶۵٬۱۶۰  | ۱٬۷۰۰٬۳۸۵  |
| ۷    | اوکراین          | ۱,۵۴۷,۹۹۶  | ۱٬۳۸۶٬۹۳۴  | ۱٬۲۸۴٬۷۳۵  | ۱٬۰۴۵٬۰۴۳  | ۷۰۶٬۵۵۱    |
| ۸    | عراق             | ۱,۳۷۴,۸۹۶  | ۱٬۱۷۲٬۸۹۶  | ۸۹۶٬۸۷۶    | ۴۲۰٬۸۳۱    | ۱٬۰۹۴٬۱۴۴  |
| ۹    | هلند             | ۱,۱۱۷,۲۹۰  | ۱٬۰۱۳٬۶۴۲  | ۷۹۹٬۰۰۶    | ۹۰۶٬۳۳۶    | ۱٬۲۳۲٬۴۸۷  |
| ۱۰   | جمهوری آذربایجان | ۹۰۱,۷۲۳    | ۸۵۸٬۵۰۶    | ۷۶۵٬۵۱۴    | ۶۰۶٬۲۲۳    | ۶۰۲٬۴۸۸    |
|      | مجموع            | ۵۱,۸۶۰,۰۴۲ | ۳۹٬۴۸۸٬۴۰۱ | ۳۲٬۴۱۰٬۰۳۴ | ۲۵٬۳۵۲٬۲۱۳ | ۳۶٬۲۴۴٬۶۳۲ |